# Collegio elettorale federale
L'idea di un collegio elettorale federale è vista come una soluzione in Belgio per una serie di problemi fondamentali nella politica belga. Gli oppositori vedono soprattutto un tentativo di rafforzare le strutture belghe.
I rappresentanti federali sono eletti nei distretti elettorali provinciali. In un collegio elettorale federale, gli elettori possono votare le stesse liste in tutto il paese.
I parlamenti provinciali (in pratica solo il Parlamento fiammingo e vallone) hanno anche avuto la possibilità di introdurre un collegio elettorale regionale, l'equivalente di un collegio elettorale federale, dal momento della Sesta riforma statale. Poiché la circoscrizione elettorale federale deve indebolire le voci di indipendenza fiamminga da parte di molti sostenitori, viene anche definito un "collegio elettorale unitario".

## Contesto e concetto
Il Belgio è uno stato federale, composto da comunità e regioni con parlamenti elettivi. Anche i consigli provinciali sono eletti direttamente. Ogni livello (federale, regionale, provinciale, ma non i comuni) è eletto per mezzo di diversi collegi elettorali. La Camera federale e il Parlamento fiammingo con distretti elettorali provinciali, le province con distretti provinciali.
Una divisione in più circoscrizioni ha vantaggi e svantaggi: assicura una più equa rappresentanza dei territori, ma evitando agli elettori di votare per i candidati che stanno in un'altra circoscrizione (questo è un problema per alcuni della legittimità, il deficit democratico). Nelle elezioni fiamminghe, questo significa che qualcuno nel Limburgo, ad esempio, non può votare per un candidato che si presenta, ad esempio, nelle Fiandre occidentali o nel Brabante fiammingo. Lo stesso concetto nelle elezioni per la Camera dei rappresentanti: qualcuno di una determinata provincia non può votare per un candidato di un'altra provincia. Un Limburger non può quindi premiare / punire un primo ministro fiammingo occidentale o vallone alle elezioni federali. In teoria, quindi, nessun problema di comunità è associato alla divisione in circoscrizioni. Se si vuole punire o premiare un certo partito politico (anziché solo un candidato), questo può essere fatto solo da partiti che si ergono nella circoscrizione.
Le parti possono teoricamente schierarsi in ogni circoscrizione del paese, in pratica tuttavia i partiti politici di solito si ritrovano in tutto il Belgio o nelle Fiandre. Quindi, se si vuole votare a favore o contro una certa parte, questo può essere fatto solo per un partito fiammingo o francofono. In pratica, però, questo non è vero, perché l'Unione dei Francofoni è stato eletto per molti anni sia nel Parlamento fiammingo che nel consiglio provinciale del Brabante Fiammingo.
Da lì è nata l'idea di un collegio elettorale federale. Tutti o un certo numero di rappresentanti federali verrebbero eletti mediante liste uguali in tutto il paese. Gli elettori possono quindi premiare o punire tutti i candidati e le parti in quel collegio elettorale federale. Alcune regioni potrebbero essere sovra o sottorappresentate.
Gli scienziati osservano che questi sono vantaggi teorici. In pratica, quasi nessun parlamento è eletto in un collegio federale (o "unitario").

## Sostenitori e avversari
Occasionalmente viene menzionata l'idea di un collegio elettorale federale e sono già state avviate numerose azioni e petizioni per difendere questa idea. Il Gruppo Pavia, tra cui molti famosi personaggi fiamminghi, ha già presentato una proposta nel febbraio 2007. Su iniziativa di Jan-Emmanuel De Neve e Aude-Line Duliere, ha lanciato un gruppo di diversi movimenti sociali (shame, Camping 16, en Plan B) chiamati Be 4 Democracy una petizione online per un collegio elettorale federale. Il sito web della petizione www.be4democracy.be ha raccolto diecimila firme per tre giorni e conta più di cento noti belgi.
Contro l'idea, vengono avanzate principalmente argomentazioni di natura democratica, pratica e fiamminga-nazionalista. In pratica, sorge il problema che liste identiche in tutto il paese diventano estremamente lunghe. Anche se solo una parte delle liste dovesse emergere in questo modo, la lettera elettorale diventerà chiaramente più lunga.
Democratico è il problema che l'interesse e i media in Belgio in larga misura hanno i loro stessi media. Gli elettori difficilmente conoscono i politici nazionali dell'altra comunità. Ciò apre la porta alla superficialità, alla manipolazione e persino all'inganno.
Inoltre, nessuna legge belga vieta alle parti di alzarsi in piedi in entrambe le lingue. Sta accadendo anche, e per diversi decenni, all'Unione dei Francofoni. Da un punto di vista democratico si sottolinea che la legislazione elettorale dovrebbe essere neutrale: l'idea del collegio elettorale federale mira a rafforzare il Belgio e quindi vuole promuovere un obiettivo politico.
Gli oppositori sottolineano che non ci sono collegi elettorali federali in altri paesi federali.
I Nazionalisti fiamminghi sono contro la circoscrizione federale perché questo porterà a situazioni come Bruxelles-Halle-Vilvoorde dove la presenza francofona nella Camera sarebbe rafforzata, perché i partiti francofoni nelle Fiandre potrebbero iniziare a votare.
Alcuni sostenitori affermano apertamente che questo è un mezzo per indebolire la voce dalla mentalità fiamminga. Altri sostengono che si tratti di un tentativo di preservare la sopravvivenza del Belgio e di creare un sentimento belga. 

In un contributo di opinione in De Standaard del 27 giugno 2013, sette giovani presidenti di vari partiti fiamminghi e francofoni hanno parlato per un collegio elettorale federale. Ciò riguardava in particolare Jong VLD, Jongsocialisten, Jong Groen, Jeunes MR, Jeunes cdH, écolo j e JONGCD&V. Soprattutto colpisce la partecipazione di JONGCD&V ma anche il rifiuto di questa iniziativa da parte del Mouvement des Jeunes Socialists.
Nel settembre 2013, Elio Di Rupo ha sostenuto l'idea durante una conferenza a Louvain-la-Neuve.